# Pléboulle
Pléboulle är en kommun i departementet Côtes-d'Armor i regionen Bretagne i nordvästra Frankrike. Kommunen ligger i kantonen Matignon som tillhör arrondissementet Dinan. År 2022 hade Pléboulle 716 invånare.

## Befolkningsutveckling
Antalet invånare i kommunen Pléboulle
Referens:INSEE